# Jarosław Nowicki
Jarosław Nowicki (ur. 11 stycznia 1961 w Warszawie) – polski piłkarz grający na pozycji pomocnika i napastnika.

## Kariera klubowa
Wychowanek Zawiszy Bydgoszcz, gdzie karierę rozpoczynał w sekcji gimnastycznej – w drużynie piłkarskiej od 1974 roku. W polskiej 1 lidze reprezentował barwy Zawiszy, ŁKS Łódź oraz Lechii Gdańsk. W latach 90. wyjechał do Australii, gdzie w 1991 roku zdobył puchar tego kraju grając w barwach Melita Parramatta Eagles.
Grał w juniorskich reprezentacjach Polski, wziął udział w mistrzostwach europy U-18 w 1978 roku w Austrii oraz w młodzieżowych mistrzostwach świata rozgrywanych rok później w Japonii. Występował również w reprezentacji U-21 oraz zagrał w 4 meczach reprezentacji seniorskiej, dla której 25 stycznia 1981 roku strzelił gola w wygranym 2:0 meczu z Japonią.
Od 2006 pracował dla IMG International Management Group jako niezależny doradca, w 2010 roku współzałożyciel agencji menadżerskiej Sport Trade Center, a od 2022 r. prezes zarządu spółki Profit Sport Agency.